# IPCop
IPCop je Linuxová distribuce, která se snaží poskytnout snadno ovladatelný router a firewall pro sdílení internetu a ochranu sítě. Distribuce je spustitelná na jakémkoliv IBM kompatibilním PC.
Projekt vznikl odštěpením od podobné distribuce SmoothWall, která se v současné době přesouvá do komerčního segmentu trhu. Oba projekty jsou nyní vyvíjeny nezávisle na sobě. 

## Vývoj
IPCop je vyvíjen tradičním stylem Open Source komunitou rozprostřenou po celém internetu. ISO obrazy instalačního CD jsou distribuovány přes SourceForge sdružující Open Source komunitu. SourceForge provozuje zrcadla (mirrory) pro download po celém světě. Webové stránky pro podporu projektu jsou v angličtině, němčině a francouzštině. Rozhraní IPCopu v současné době komunikuje 35 jazyky včetně češtiny a slovenštiny.
Vývoj IPCopu neustále pokračuje. V současné době je k dispozici verze 1.4.21 (uvolněna 24. července 2008). Ačkoli se stále upgraduje stávající verze 1.4, vývojáři pilně pracují na nové verzi 1.5. Do této verze se připravuje mimo jiné jádro 2.6, automatické updatování, nový instalační průvodce apod.
Komunita uživatelů pro IPCop vytvořila plno neoficiálních doplňků (addonů). Tyto addony přidávají nové funkce, které IPCop ve výchozí instalaci neobsahuje (např. pokročilé QoS, blokování peer-to-peer sítí, statistiky objemu přenesených dat a mnoho dalších).